# Corupția în administrația locală
Deoarece există o multitudine de factori ce pot duce la corupție în cadrul administrației locale este dificilă să studierea empirică a tiparelor corupției, însă în ultima perioadă, strategiile de cercetare au fost îmbunătățite, iar sursele de informare au ajutat la o mai bună realizare a acestor studii.

## Tipuri
Există mai multe tipuri de corupție politică în administrația locală. Unele au o frecvență ridicată, altele sunt mai des întâlnite la nivel de administrație locală decât la nivel regional sau central. Administrațiile locale pot fi ușor coruptibile, deoarece interacțiunile dintre persoanele fizice și funcționari implică un grad mai mare de intimitate și o frecvență mai mare la nivelurile descentralizate. Forme de corupție legate de bani precum mită, șantaj, delapidare, și abuz și trafic de influență⁠(d) sunt identificate în sistemele de administrație publică locală. Alte forme de corupție politică sunt nepotismul și clientelismul. Un exemplu istoric a fost Black Horse Cavalry⁠(d), un grup de guvernanți din New York, acuzați de șantajarea companiilor.
- Mita este furnizarea unui lucru, cel mai adesea bani, dar pot fi, de asemenea, bunuri sau servicii pentru a obține un beneficiu injust. Cele mai frecvente beneficii pot fi influențarea opiniilor, acțiunilor sau deciziilor unei persoane, reducerea taxelor colectate, accelerarea procesului de obținere a unei subvenții guvernamentale sau modificarea rezultatelor proceselor legale.
- Extorcarea reprezintă amenințarea reputației, proprietății unei persoane sau acțiuni ce pot duce la acestea, pentru a obține  bani, acțiuni, servicii sau alte bunuri pe nedrept de la acea persoană. Șantajul este o formă de extorcare.
- Delapidarea este luarea sau alocarea ilegală a banilor sau a proprietăților încredințate unei persoane, dar deținute de altcineva. În termeni politici, această faptă se numește grefă, care este folosirea ilegală a fondurilor publice de către deținătorul unei funcții publice.
- Nepotismul este practica sau tendința de a favoriza un grup sau o persoană care este rudă atunci când se oferă promoții, locuri de muncă, măriri de salariu sau alte beneficii angajaților. Acest lucru se bazează adesea pe conceptul de familiarism prin care se consideră că o persoană trebuie să respecte și să favorizeze întotdeauna familia indiferent de situație, inclusiv cele legate de politică și de afaceri. Acest lucru îi determină pe unii funcționari politici să dea privilegii și poziții de autoritate rudelor pe baza relațiilor, indiferent de abilitățile lor reale.
- Clientelismul se referă la acordarea de favoruri, contracte sau numiri în funcții de către un funcționar public de la nivel local sau un candidat la o funcție politică în schimbul sprijinului politic. De multe ori, clientelismul este folosit pentru a obține sprijin și voturi în alegeri sau pentru adoptarea unor decizii administrative. Clientelismul nu respectă regulile formale ale administrației locale, folosind, în loc de canalele de comunicare formale, o serie de canale informale, chiar personale, pentru a obținerea a diferite foloase.

## Factorii demografici
Caracteristicile socio-economice și amploarea numărului populației de oameni care formează o municipiu pot fi factori ce încurajează funcționarii guvernului local să se angajeze în practici corupte. Modele de corupție politică se regăsesc în locuri ce au o asemănare demografică. Factorii demografici ce duc la creșterea șanselor de coruptibilitate într-un sistem guvernamental local sunt religia, rasa, clasa socială, mărimea municipiului, condițiile economice locale, educația, cultura politică și genul. Unii factori sunt interdependenți sau pot genera alți factori care pot provoca mai multă corupție.

### Dimensiunea municipiului
Desfășurarea corupției este mult mai des întâlnită în cadrul administrației locale a municipiilor mai mici. Acestea au nevoie mai mulți ofițeri locali să le reprezinte și să le conducă administrația locală. Cu mai mulți funcționari, este mai greu ca cineva să fie cu ochii pe ei și să întocmească o administrație decentă și să le monitorizeze activitățile. Municipiile mici pot avea, de asemenea, un număr insuficient de cadre de poliție și de urmărire penală a funcționarilor locali corupți sau pot fi inadecvate. Acest lucru încurajează, de asemenea, apariția corupției în administrația locală, deoarece există o probabilitate mai mică de a fi prins sau urmărit, astfel încât mai mulți funcționari pot deveni necinstiți sau cel puțin tentați să facă acest lucru.

### Starea economiei locale
Dezvoltarea economică scăzută s-a dovedit a fi un factor încurajator pentru corupția politică. Practicile economice, cum ar fi dependența de industria materiilor prime și de traficul de droguri, sunt caracteristice orașelor și zonelor mai sărace, cu o creștere a corupției. Dependența economică de anumite industrii va conduce, de asemenea, la guverne mai puțin stabile și mai puțini bani disponibili pentru a le finanța. Economiile vulnerabile duc la creșterea nivelului sărăciei și la scăderea posibilităților de a scăpa de aceasta. Sărăcia este cel mai des întâlnit factor care încurajează corupția în administrațiile locale. Zonele care se confruntă cu o economie eșuată și sărăcie uneori primesc împrumuturi sau inițiază programe de ajutor pentru a sprijini economia locală și oamenii, iar funcționarii publici sunt adesea capabili să ia banii sau mărfurile, în mod ilegal, pentru scopuri personale. Cu cât sunt mai puțini bani disponibili, cu atât funcționarii locali obțin salarii mai mici, ceea ce este considerat un alt factor care duce la corupție. Funcționarii care obțin un venit mai mic, insuficient pentru a-și acoperi necesitățile, de cele mai multe ori devin corupți și experimentează delapidarea banilor din trezoreria locală. Salariile scăzute pot provoca insecuritate economică și pot încuraja politicienii să profite de oportunitățile actuale ca personalități publice cu autoritate. Pe de altă parte, unii cercetători susțin că cu cât suma de bani cheltuită de un guvern local este mai mare, cu atât mai mult va avea tendința să o facă în mod ineficient, ceea ce poate duce la suspiciuni de corupție. În ansamblu, municipiile mai sărace sunt percepute ca fiind mai corupte decât cele bogate.

### Educația
Nivelul scăzut ale educației, adesea cauzat de sărăcie, este considerat un factor care încurajează practicile guvernamentale corupte. Cei cu o educație scăzută nu sunt la fel de bine informați cu privire la modul în care funcționează guvernul sau de care drepturi dispun. Este mult mai ușor pentru oficialii corupți să-și ascundă actele de corupție de un public slab educat. Cetățenii inculți nu sunt conștienți de corupția ce are loc în administrațiile locale sau nu sunt interesați să se documenteze pentru a o opri, prin urmare, corupția se va răspândi. Fără o conștiință politică, cetățenii nu vor ști care dintre candidații ce trebuie aleși sunt cinstiți sau necinstiți și nici alte modalități de a preveni desfășurarea corupției în administrațiile locale. Aceasta duce adesea la guvernarea municipiilor de către unul sau mai mulți oficiali locali corupți ce practică patronajul sau nepotismul pentru a rămâne în posesia biroului sau pentru a continua să-i influențeze pe cei din guvern pe perioade lungi. Dacă liderii politici locali sunt mai puțin educați, există mai puține șanse ca aceștia să găsească metode legale pentru a face municipiul bine structurat, productiv și de succes.

### Cultura politică a municipiului
Multe guverne locale au o cultură politică stabilită cu anumite așteptări și practici care, deseori, determină ceea ce este considerat de acceptat și de neacceptat în politica locală. În municipiile cu o cultură politică nedezvoltată sau subdezvoltată, de obicei, responsabilitatea și legitimitatea sunt scăzute, iar principiile eticii nu sunt stabilite în guvern. Acest lucru poate ajuta la instituirii corupției în cadrul guvernului local deoarece cetățenii nu au idee ce este considerat drept corupt, iar oficialii locali nu se tem să fie corupți datorită responsabilității reduse. În unele locuri, guvernele locale au fost corupte atât de mult timp încât cetățenii cred că acela este modul corect de funcționare pentru că acesta reprezintă sistemul la care au fost expuși. De asemenea, perioadele lungi de instabilitate politică vor conduce la practicarea corupției în guvern, deoarece oamenii nu sunt siguri de modul în care guvernul ar trebui să opereze și, prin urmare, nu știu ce practici sunt corupte sau cum să le oprească dacă sunt corupte.

## Legături și referințe